# Lydia Schénardi
Pour les articles homonymes, voir Schénardi.
Lydia Schénardi, née Seroin le 27 juin 1952 à Montreuil et morte le 11 décembre 2020 à Grasse, est une femme politique française.
Membre du Front national, elle est députée européenne de 2004 à 2009, siégeant comme non-inscrite ou dans le groupe Identité, tradition, souveraineté au Parlement européen. Conseillère régionale d'Île-de-France de 1998 à 2004, elle siège au conseil régional de Provence-Alpes-Côte d'Azur de 2010 à 2015. Elle démissionne du FN en 2015.

## Biographie

### Parcours politique
Elle adhère au Front national en 1984, mais y milite aux côtés de son mari Jean-Pierre Schénardi, épousé la même année, depuis 1977[réf. souhaitée]. Celui-ci est député à l'Assemblée nationale de 1986 à 1988. 
En 1985, elle est candidate aux élections cantonales dans le Val-de-Marne. Elle recueille alors 16 % des voix face au gaulliste Roland Nungesser. Elle se présente deux ans plus tard aux élections législatives dans ce même département. En 1994, elle fait partie de la liste FN aux élections européennes mais n'est pas élue. En 1995, elle se présente à une élection cantonale partielle à Chennevières-sur-Marne et se qualifie pour le second tour au cours duquel elle obtient un score de 45 %. Elle est élue par la suite en 1998 au conseil régional d'Île-de-France. 
C'est en 2003 qu'elle décide de s’implanter dans les Alpes-Maritimes. En septembre de la même année, elle prend la direction du parti dans la huitième circonscription du département, qui couvre les villes de Cannes et de Mandelieu-la-Napoule. Lors des élections législatives de 2007 qui se révèlent très difficiles pour le FN, elle y obtient un score de 6,27 %. En mars 2008, elle mène la liste du Front national à l'élection municipale de Nice, qui arrive en cinquième position avec 4,16 % des voix. Aux élections cantonales de 2008, qui ont lieu le même jour, elle obtient 5,60 % des voix dans le canton de Nice-1. Elle est nommée peu après secrétaire départementale de la fédération du FN des Alpes-Maritimes. 
Aux élections régionales de 2010, elle figure en deuxième position, derrière Jean-Marie Le Pen, sur la liste du Front national dans les Alpes-Maritimes. Cette liste recueillant 23,85 % des votes au second tour soit cinq élus, elle fait son entrée au conseil régional de Provence-Alpes-Côte d'Azur. Aux élections cantonales de 2011, elle recueille 27,05 % dans le canton de Grasse-Sud, échouant de peu à atteindre le second tour. Lors des élections législatives de 2012, elle se présente dans la quatrième circonscription des Alpes-Maritimes qui couvre l'est du département, de Menton à Tende. Avec 22,90 % des voix, elle arrive deuxième du premier tour derrière le député UMP sortant Jean-Claude Guibal. Lors du duel du second tour, elle est battue avec 44,78 % des voix. Le 30 mars 2013, le Front national officialise l'investiture de Lydia Schénardi comme tête de liste à l'élection municipale de Menton en 2014.
Elle est également membre du bureau politique du Front national, l'instance dirigeante du parti[Depuis quand ?]. En novembre 2007, lors du XIIIe congrès du FN, elle est élue par les adhérents au comité central en treizième position. Dans la course à la succession de Jean-Marie Le Pen à la tête du parti, elle apporte son soutien à Marine Le Pen. Lors du congrès de Tours de janvier 2011, elle arrive en douzième position du vote des adhérents à l'élection du comité central.

#### Députée européenne (2004-2009)
Lors des élections européennes de 2004, elle figure en deuxième position, derrière Jean-Marie Le Pen, sur la liste du Front national dans la circonscription Sud-Est. Celle-ci recueille 12,18 % des voix soit deux élus ce qui conduit à l'élection de Lydia Schénardi comme député européen.
Au Parlement européen, elle siège parmi les non-inscrits, à l'exception de la majeure partie de l'année 2007 où, comme tous les députés européen du Front national, elle est membre du groupe Identité, tradition, souveraineté. Par ailleurs, elle intègre la commission de l'industrie, de la recherche et de l'énergie et la commission des droits de la femme et de l'égalité des genres, ainsi que la délégation pour les relations avec les pays du Maghreb et l'Union du Maghreb arabe (y compris la Libye). Elle est également membre suppléant de la commission de l'agriculture et du développement rural, et de la délégation pour les relations avec l'Inde. D'après l'hebdomadaire L'Express, Lydia Schénardi a un taux de présence au Parlement européen de 81,25 % pour la période 2007-2008, ce qui la place à la 43e place parmi les 78 députés européens français.
Lors des élections européennes de 2009, elle figure à nouveau en seconde position derrière Jean-Marie Le Pen sur la liste du Front national dans la circonscription Sud-Est, mais celle-ci recueille un score insuffisant (8,49 % soit un élu) pour conduire à sa réélection.
Elle est candidate aux élections départementales dans les Alpes-Maritimes dans le canton de Contes, en équipe avec Yoann Saliba. Elle arrive en deuxième position derrière le binôme du Front de Gauche avec 34,44 % au second tour. 
En juillet 2015, après avoir apporté son soutien, dans un communiqué critique envers Florian Philippot, à Jean-Louis Bouguereau, premier vice-président du groupe FN au conseil régional, elle est suspendue du parti. Après l'exclusion de Jean-Marie Le Pen du FN, elle démissionne du FN le 21 août 2015.

## Mandats électifs
- 15 mars 1998 - 28 mars 2004 : conseillère régionale d'Île-de-France.
- 20 juillet 2004 - 13 juillet 2009 : députée européenne non-inscrite, élue dans la circonscription Sud-Est.
- 26 mars 2010 - 17 décembre 2015 : conseillère régionale de Provence-Alpes-Côte d'Azur.
- 2014 - 2020 : conseillère municipale de Menton et conseillère communautaire à la CARF.

## Dans la fiction
Dans le roman uchronique de Frédéric Deslauriers (2011), Les Deux-Cents jours de Marine Le Pen, où Marine Le Pen gagne l'élection présidentielle de 2012, Lydia Schénardi devient ministre du Territoire français.